# Колонг, Константин Фёдорович
Константи́н Фёдорович де Коло́нг (нем. Konstantin August Clapier de Colongue) (1821—1899) — офицер Российского императорского флота, участник Восточной войны 1853—1856 годов, начальник Технического училища морского ведомства, вице-адмирал.

## Биография
Константин Фёдорович де Колонг родился 10 декабря 1821 года в д. Онтика, Эстляндская губерния. Представитель русского дворянского рода Клапье де Колонг.
25 февраля 1835 года поступил кадетом в Морской корпус. 10 января 1840 года произведён в гардемарины. С 1840 по 1844 годы проходил службу на фрегате «Принц-Оранский», линейных кораблях «Россия» и «Великий князь Михаил», крейсировал в Балтийском море. 22 декабря 1841 года произведён в мичманы.
В 1845 году служил на брандвахтенном фрегате «Ольга», был в кампании на кронштадтском рейде, затем в 1846—1847 годах на корабле «Великий князь Михаил» плавал в Балтийском море. 11 апреля 1848 года произведён в лейтенанты. В том же году командирован в Архангельск, откуда в 1849 году на линейном корабле «Сысой Великий» перешёл в Кронштадт. В 1850—1854 годах продолжал службу на том же корабле, плавал в Балтийском море. С 1855 года командовал парусно-винтовой канонерской лодкой «Сорванец», был в кампании на кронштадтском рейде при защите Кронштадта от нападения англо- французского флота. В 1857 году был командирован в Англию для наблюдения за постройкой шхуны «Веха», которая под его командованием пришла в Кронштадт. В 1857—1859 годах командуя шхуной, плавал по портам Финского залива.
8 сентября 1859 года произведён в капитан-лейтенанты. В феврале 1860 года переведён в Беломорскую флотилию, где был назначен командиром пароходофрегата «Соломбала». В 1862 году перешёл на пароходефрегате из Архангельска в Кронштадт. В 1863—1871 годах продолжал службу на том же корабле, плавал в Финском заливе и Балтийском море. 1 января 1866 года произведён в капитаны 2 ранга. 20 апреля 1869 года — в капитаны 1 ранга. 10 марта 1876 года назначен командиром 3 флотского экипажа. 15 января 1879 года назначен начальником Технического училища морского ведомства в Кронштадте.
1 апреля 1879 года произведён в контр-адмиралы. 1 октября 1885 года уволен со службы с производством в вице-адмиралы.
Умер Константин Фёдорович де Колонг 9 января 1899 года в Санкт-Петербурге.

## Награды
- Орден Святой Анны 3-й степени (1853).
- Орден Святого Станислава 2-й степени (1864).
- Орден Святого Владимира 4-й степени с бантом (1867).
- Орден Святой Анны 2-й степени (1872).
- Орден Святого Владимира 3-й степени (1878).
- Орден Святого Станислава 1-й степени (1883).
- Медали

## Семья
- Сын — Клапье де Колонг, Константин Константинович 19 марта 1859 года —февраль 1944 года) — русский морской офицер, флаг-капитан полевого штаба командующего Второй Тихоокеанской эскадры, капитан 1-го ранга, участник Цусимского сражения.